# Bokeh
Pour les articles homonymes, voir Bokeh (film).

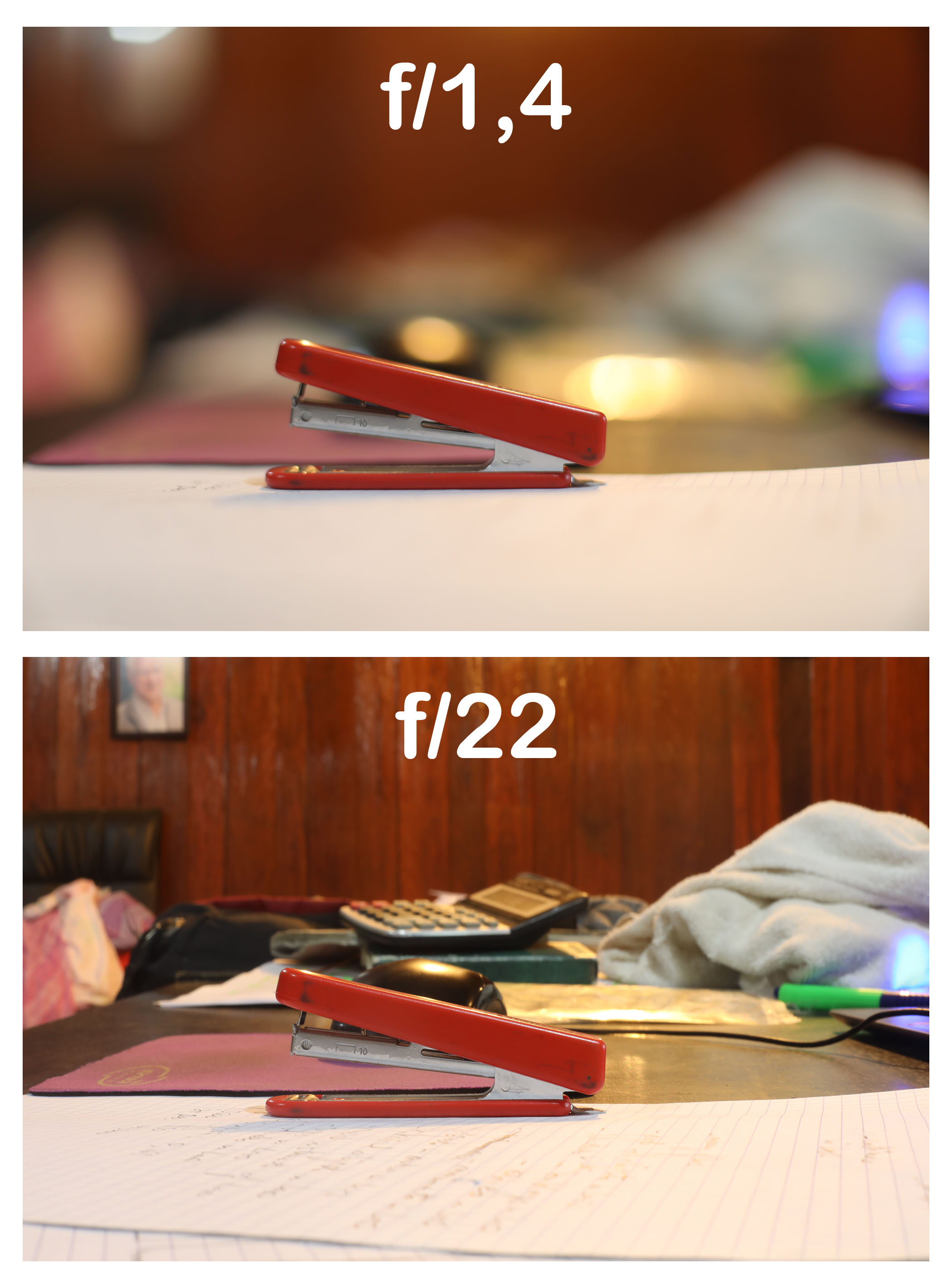
Variation du bokeh selon l'ouverture du diaphragme.

Le bokeh (/bo.kɛ/) désigne la texture, le rendu du flou  hors du champ de netteté (devant et derrière la distance de focalisation) d'une photographie.

## Étymologie
Le terme vient du japonais boke (暈け, ou plus couramment ボケ ou ぼけ), /bo̞.ke̞/, qui signifie flou et qui est lui-même dérivé du verbe bokeru (ぼける) signifiant « être flou » ou « être hors de focus ». Le terme pourrait[Selon qui ?] aussi venir de bokashi, qui décrit la gradation de couleurs dans la gravure japonaise sur bois.
Si ce terme est aujourd'hui couramment utilisé, il n'est apparu dans les livres de photographie qu'à la fin des années 1990.
La romanisation normalement utilisée pour le japonais est la méthode Hepburn modifiée qui donnerait ‹ boke ›. Une transcription en français donnerait ‹ boké ›, comme Pokémon ; toutefois, c'est l'usage de la translittération anglaise (‹ bokeh ›) qui s'est imposé.

## Description

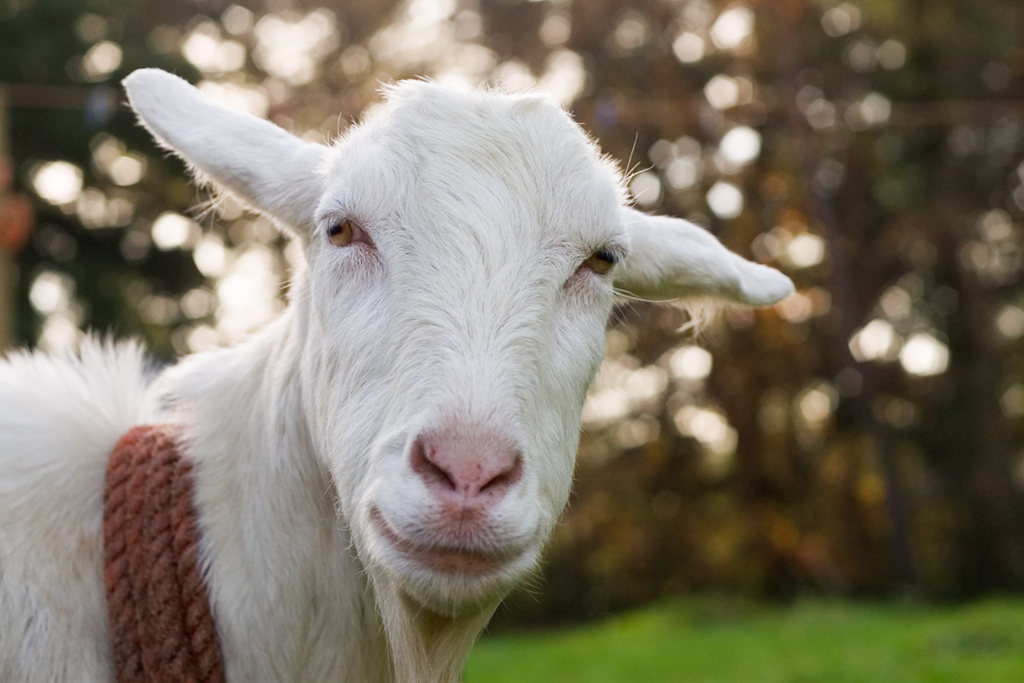
Taches pentagonales formées par un diaphragme à cinq lamelles.

Le bokeh s'intensifie en fonction de la faiblesse de la profondeur de champ, mais son aspect plaisant ou non, dépend de la conception de l'objectif et plus précisément de la forme de son diaphragme. Ainsi, les objectifs à grande ouverture et disposant d'un diaphragme à lames arrondies et nombreuses (8 ou 9) permettent des bokeh remarquables grâce à l'aspect bien rond des taches donné par le diaphragme  et une transition plus franche avec la zone nette. 
À l'inverse – et indépendamment de leur qualité optique –, certains objectifs donneront des bokeh pentagonaux, ou hexagonaux, en fonction du nombre de lamelles qui forment le diaphragme de l'objectif (plus le nombre de lamelles est élevé, plus la forme des taches se rapprochera du disque, rendant ainsi le flou d'arrière-plan plus esthétique, moins « géométrique »). La forme du bokeh peut aussi être ovale, selon la formule optique de l'objectif, et notamment en cas d'utilisation d'un objectif anamorphique (en vidéo et film).
Le bokeh peut avoir une forme de beignet avec les objectifs à miroir. Il est également possible d'obtenir des formes personnalisées comme des cœurs ou des étoiles.
Pour obtenir un bokeh satisfaisant, on utilise de préférence un objectif lumineux (avec une grande ouverture), un objectif macro (cet aspect est généralement très travaillé sur ces objectifs) ou un téléobjectif.
Des filtres spécifiques aux logiciels de retouche d'image permettent de reproduire le phénomène de bokeh, qui est plus complexe qu'un simple flou gaussien.
Le mot « bokeh » en lui-même n'impliquant aucune connotation esthétique, on peut le qualifier en parlant, par exemple, de bokeh « soyeux », ou au contraire « rugueux ».

## Exemples de bokeh

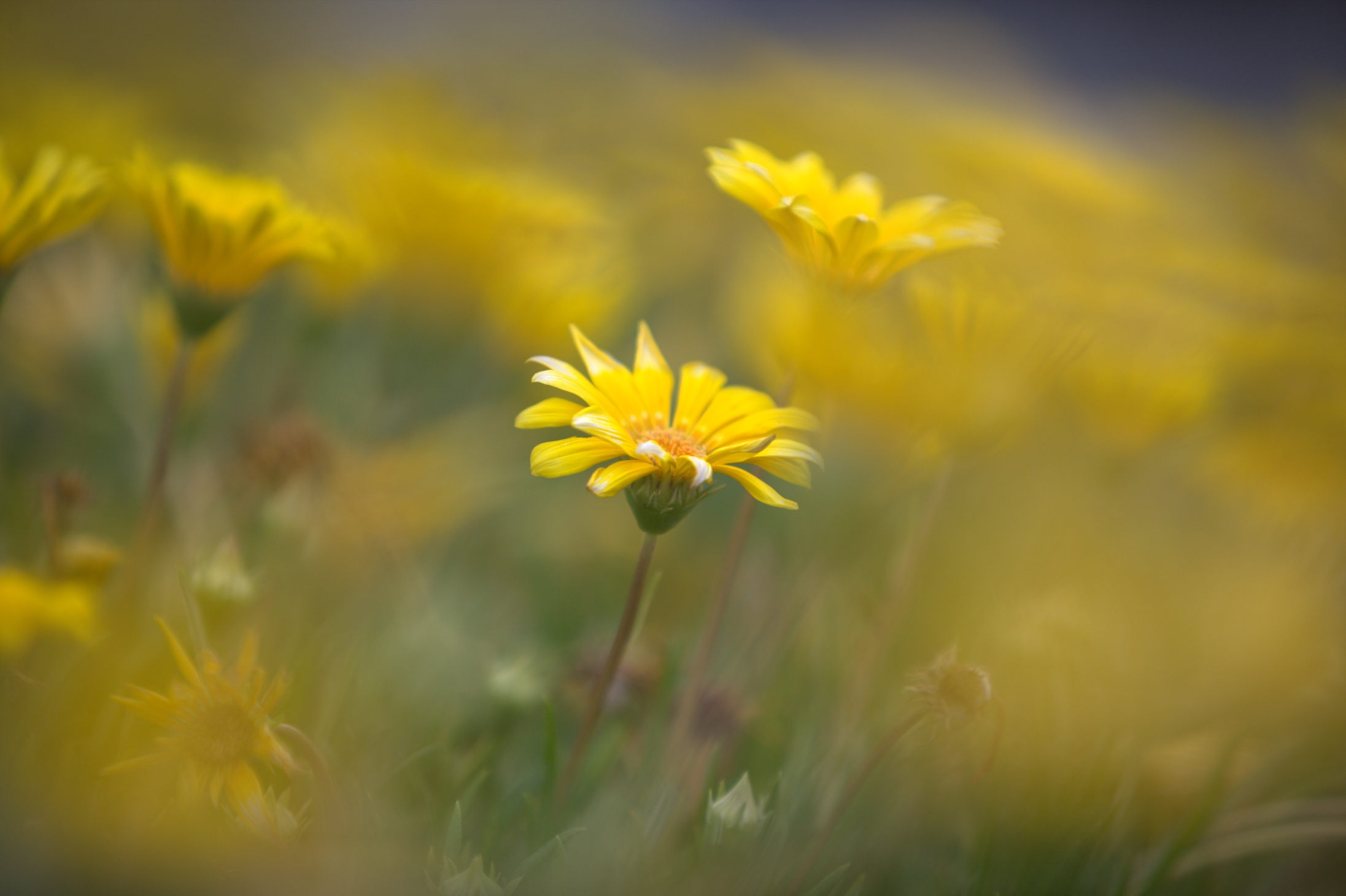
Bokeh créé avec une focale de 200 mm et une ouverture à f/2.8.
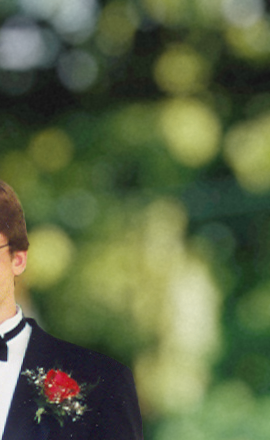
Exemple de Bokeh créé en post traitement.
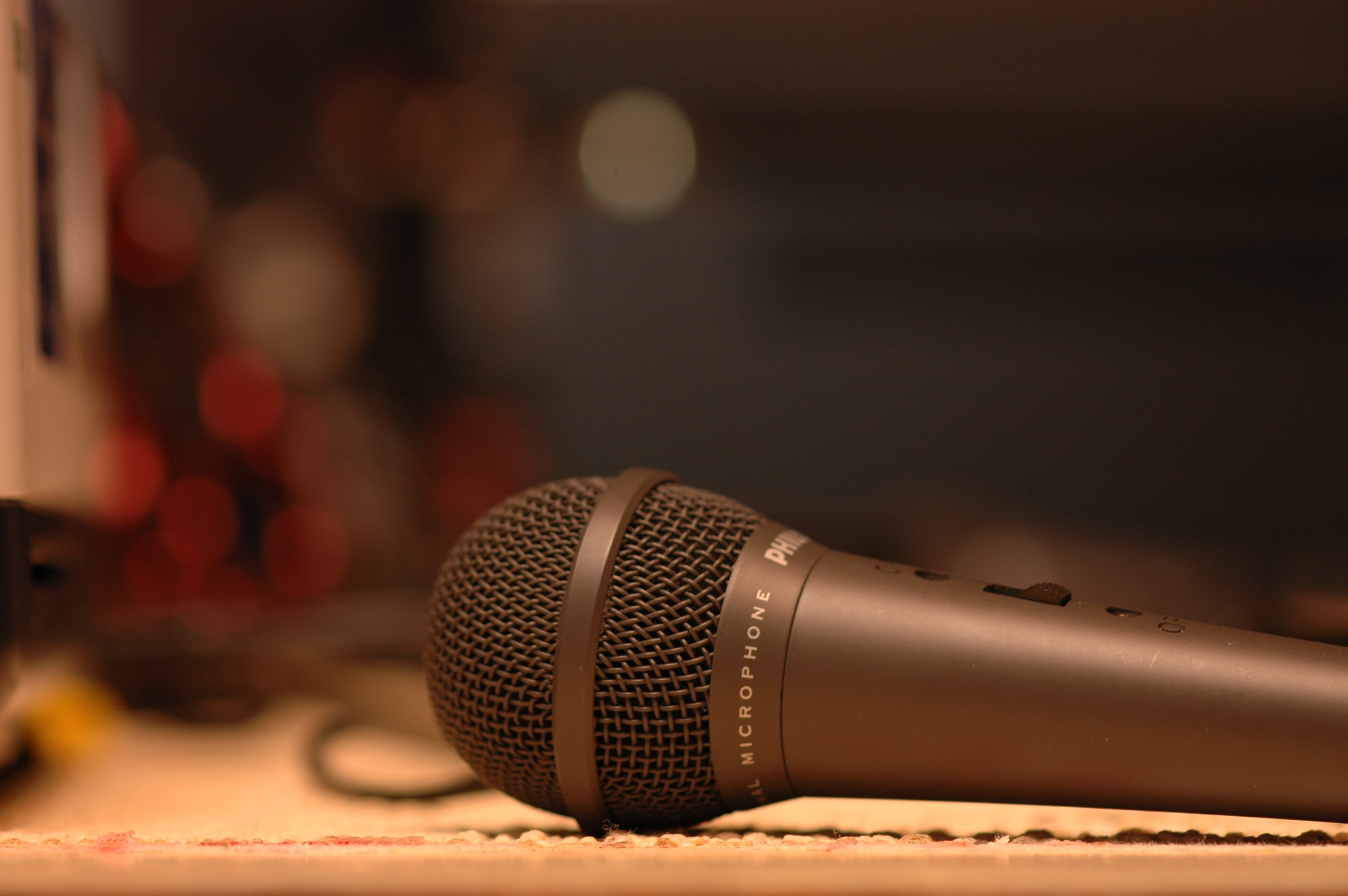
105 mm - f/3.03 - 1/60 s - Flash externe.
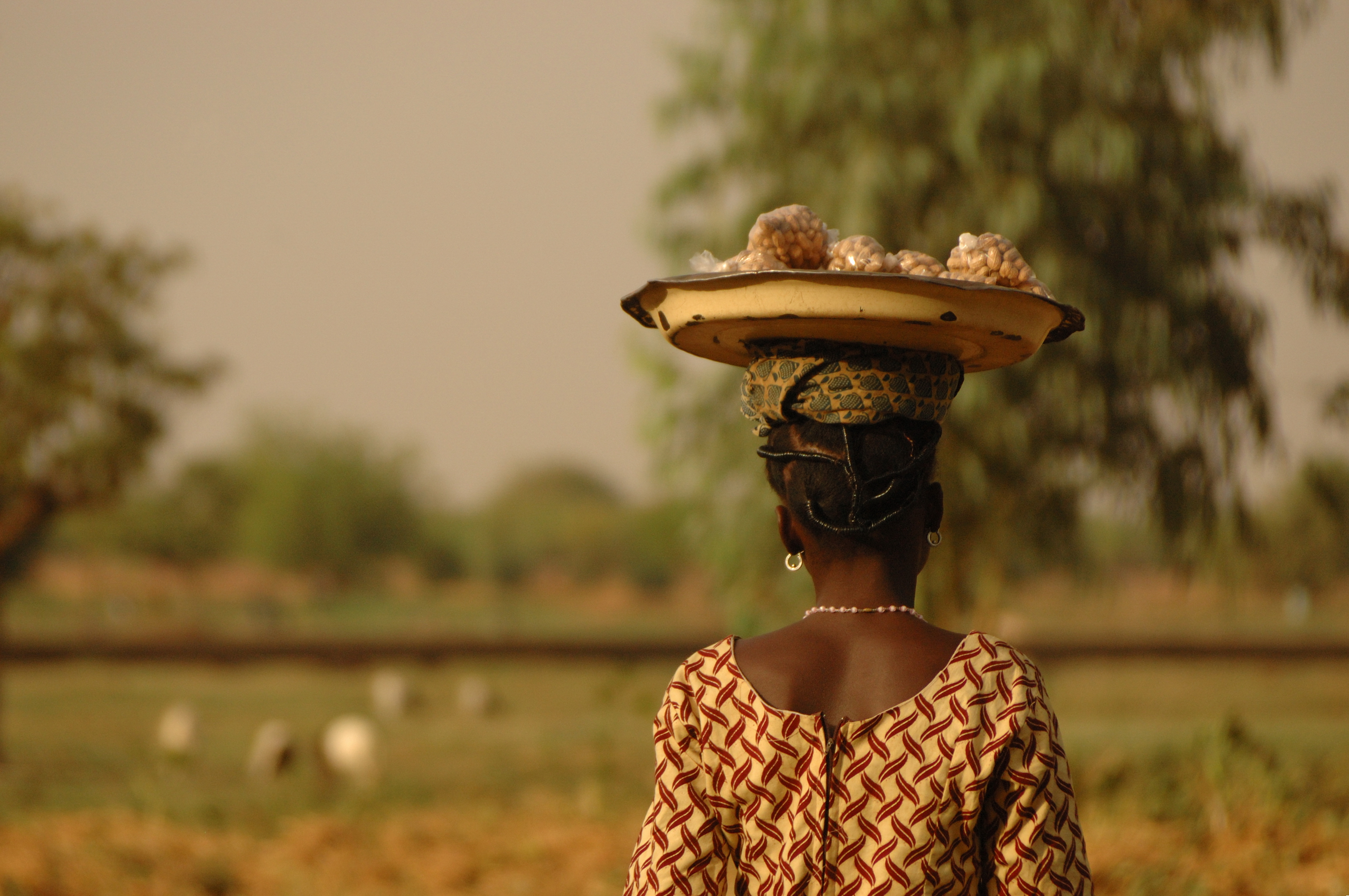
f/5.6 à 200 mm.
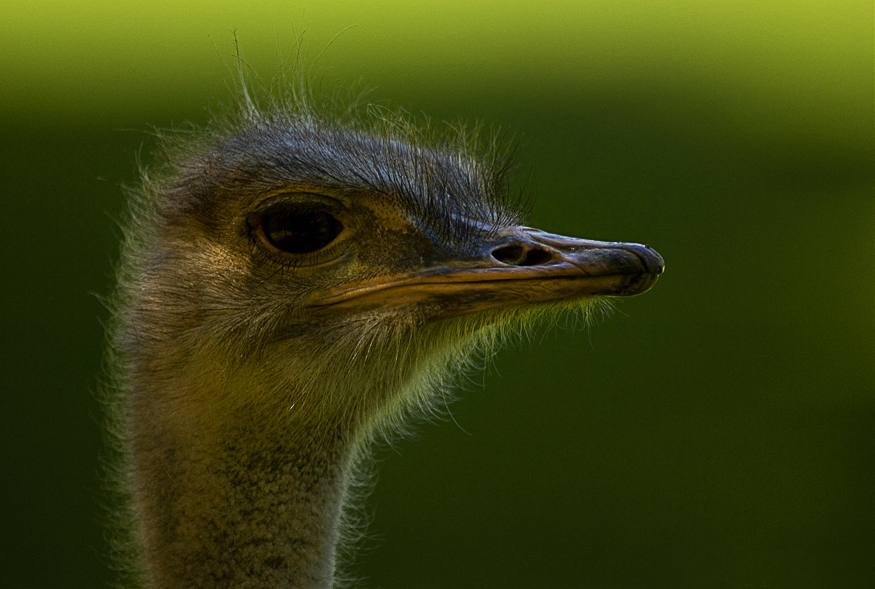
Bokeh soyeux produit à la focale de 400 mm et à l'ouverture de f/4 .
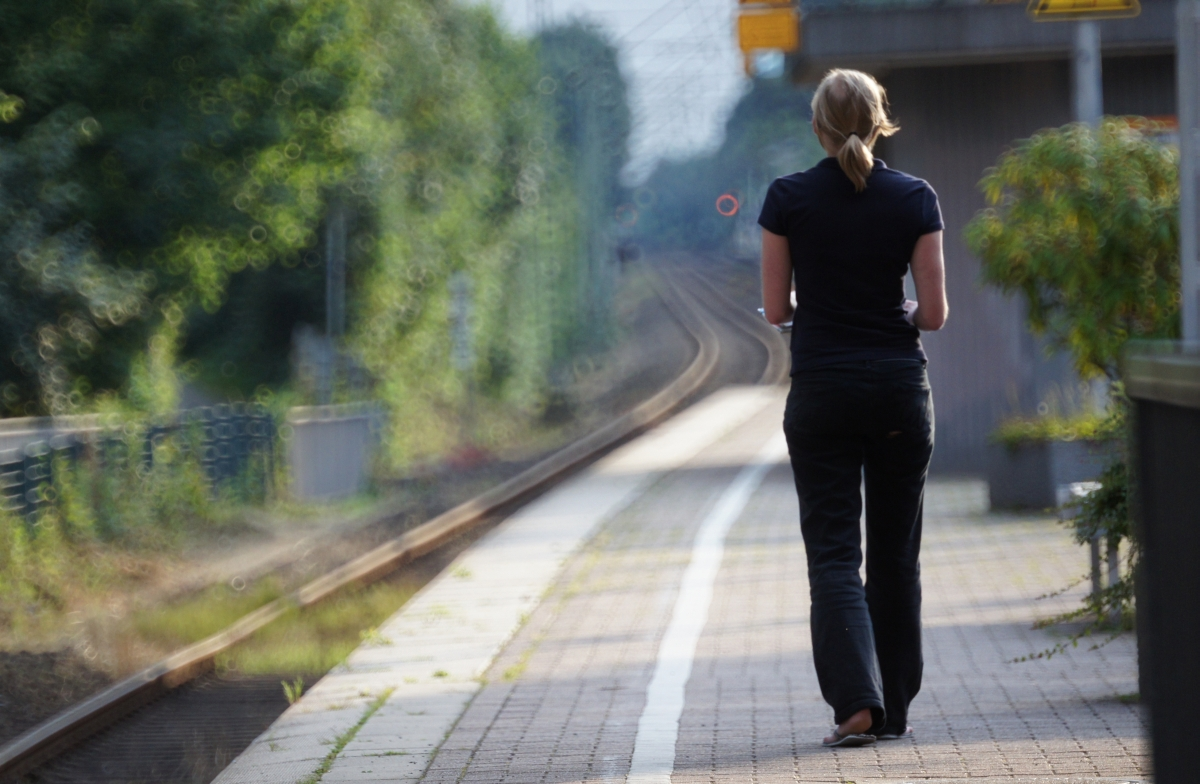
Bokeh annulaire produit par un objectif à miroir.